# على أكتاف العمالقة (كتاب)
على أكتاف العمالقة: أعمال الفيزياء وعلم الفلك العظيمة  هو مجموعة من النصوص العلمية حررها وعلّق عليها عالم الفيزياء النظرية البريطاني ستيفن هوكينج. ونشرته «رانينغ برس» عام 2002.

## المحتوى
يتضمن الكتاب مختارات من الأعمال الآتية باللغة الإنجليزية:
- «الكتاب في دورات الكواكب السماوية» لنيكولاس كوبرنيكوس ويشرح نظرية مركزية الشمس لكوبرنيكوس والتي مفادها أن الشمس (وليس الأرض كما كان سائداً آنذاك) تقع في مركز الكون.
- «اللغز الكوني» و «انسجام العالم» و «جداول رودولفين» ليوهانس كيبلر وتصف هذه المؤلفات الثلاثة نظريات كيبلر وملاحظاته في علم الفلك.
- «علمان جديدان» لغاليليو غاليلي ويشرح الكتاب اكتشافات غاليليو في الفيزياء
- «الأصول الرياضية للفلسفة الطبيعية» للسير إسحاق نيوتن
- «مبدأ النسبية» لألبرت أينشتاين

كما يتضمن الكتاب خمسة مقالات نقدية من تأليف هوكينج وسير العلماء الخمسة الواردين في الكتاب والتي كتبها هوكينج.